# Pico McLean
El pico McLean es una cima en la Antártida de 2290 m de altitud. Fue cartografiado por el Servicio Geológico de los Estados Unidos desde observaciones terrestres y fotos aéreas de la Marina de los Estados Unidos, entre 1960 a 1963, y fue nombrado así por el Comité Consultivo sobre Nomenclatura Antártica en honor al teniente de la U.S. Navy William E. McLean, oficial médico al cargo de la Estación estadounidense en el polo sur en el invierno de 1964.